# Exloo
Exloo (52° 53′ N, 6° 52′ L) é uma cidade dos Países Baixos, na província de Drente. Exloo pertence ao município de Borger-Odoorn, e está situada a 12 km, a norte de Emmen.
Em 2001, a cidade de Exloo tinha 1328 habitantes. A área urbana da cidade é de 0.73 km², e tem 568 residências. 
A área de Exloo, que também inclui as partes periféricas da cidade, bem como a zona rural circundante, tem uma população estimada em 1800 habitantes.